# Vetenskapsåret 1769

## Händelser

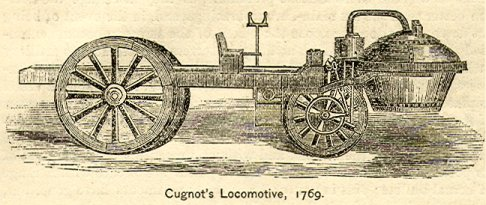
Cugnots första ångvagn från 1769.

- 3 juni - Venuspassagen observeras från flera platser för att kunna mäta avståndet mellan jorden och solen. James Cook observerar den från Tahiti.
- 9 november - James Cook observerar Merkuriuspassagen från Mercury Bay i Nya Zeeland.
- Nicholas-Joseph Cugnot visar upp sin ångdrivna artilleritraktor (eller "automobil") för franska armén.
- Carl Wilhelm Scheele och Johan Gottlieb Gahn visar att det finns fosfor finns i djur- och människoskelett.

## Pristagare
- Copleymedaljen: William Hewson, brittisk kirurg och anatom

## Födda
- 1 januari - Marie Lachappelle (död 1821), fransk barnmorska.
- 23 mars - William Smith (död 1839), engelsk geolog.
- 29 mars - Friedrich Accum (död 1838), tysk kemist.
- 25 april - Marc Isambard Brunel (död 1849), fransk-brittisk ingenjör.
- 12 augusti - Ludwig Wilhelm Gilbert (död 1824), tysk fysiker och kemist.
- 23 augusti - Georges Cuvier (död 1832), fransk zoolog.
- 14 september - Alexander von Humboldt (död 1859), tysk biolog och upptäcktsresande.

## Avlidna
- 28 mars - Johann Friedrich Endersch (född 1705), tysk kartograf och matematiker.
- 21 maj - Gottfried Heinsius (född 1709), tysk matematiker och astronom.
- 30 december - Faustina Pignatelli (född 1705), italiensk matematiker.